# Bibbia di Lincoln

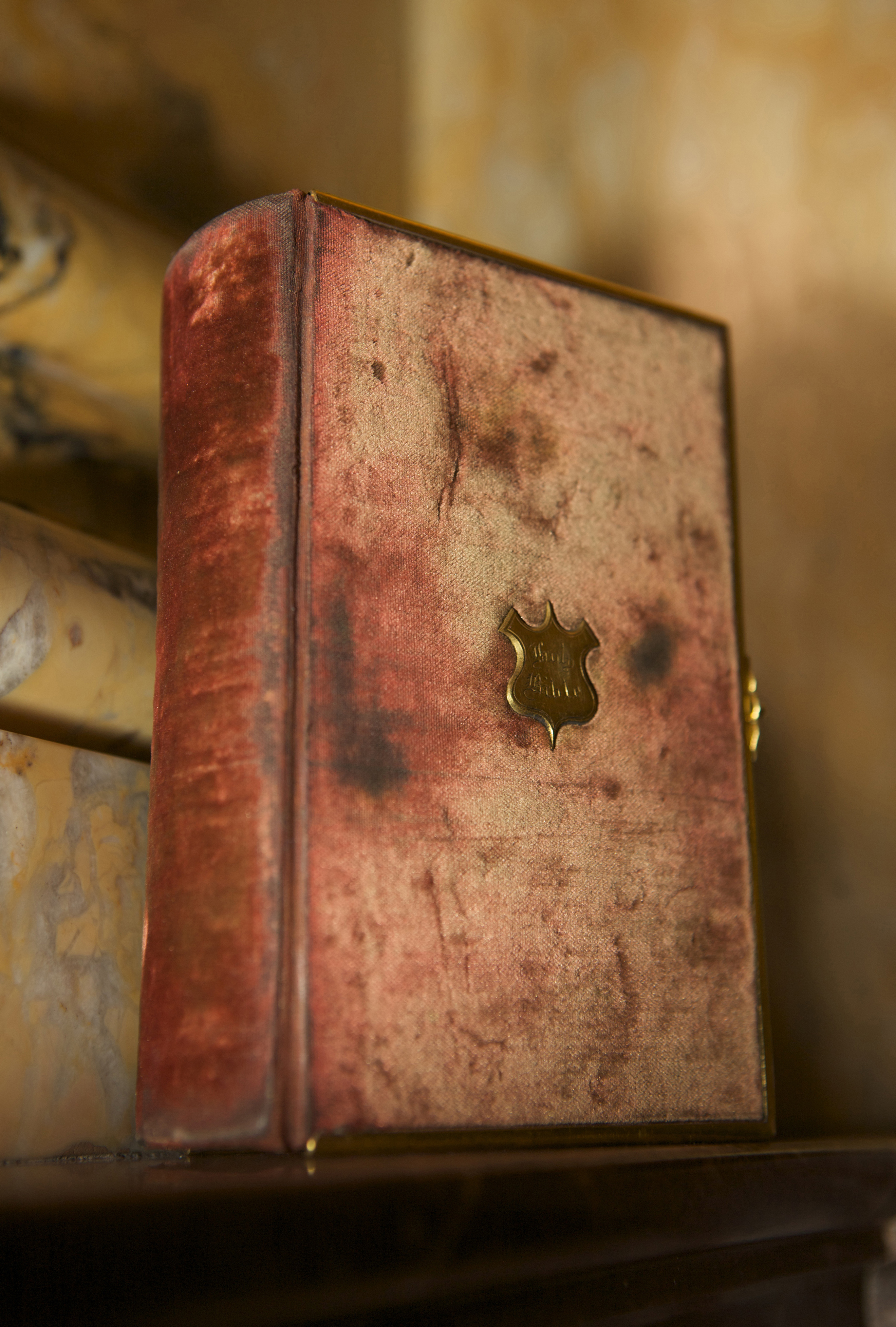
La Bibbia di Lincoln.

La Bibbia di Lincoln è la Bibbia usata dal Presidente degli Stati Uniti d'America Abramo Lincoln nel corso del suo giuramento alla presidenza, avvenuto il 4 marzo 1861.
Dopo 148 anni, la Bibbia di Lincoln venne nuovamente utilizzata per il giuramento presidenziale da Barack Obama e Donald Trump

## Storia

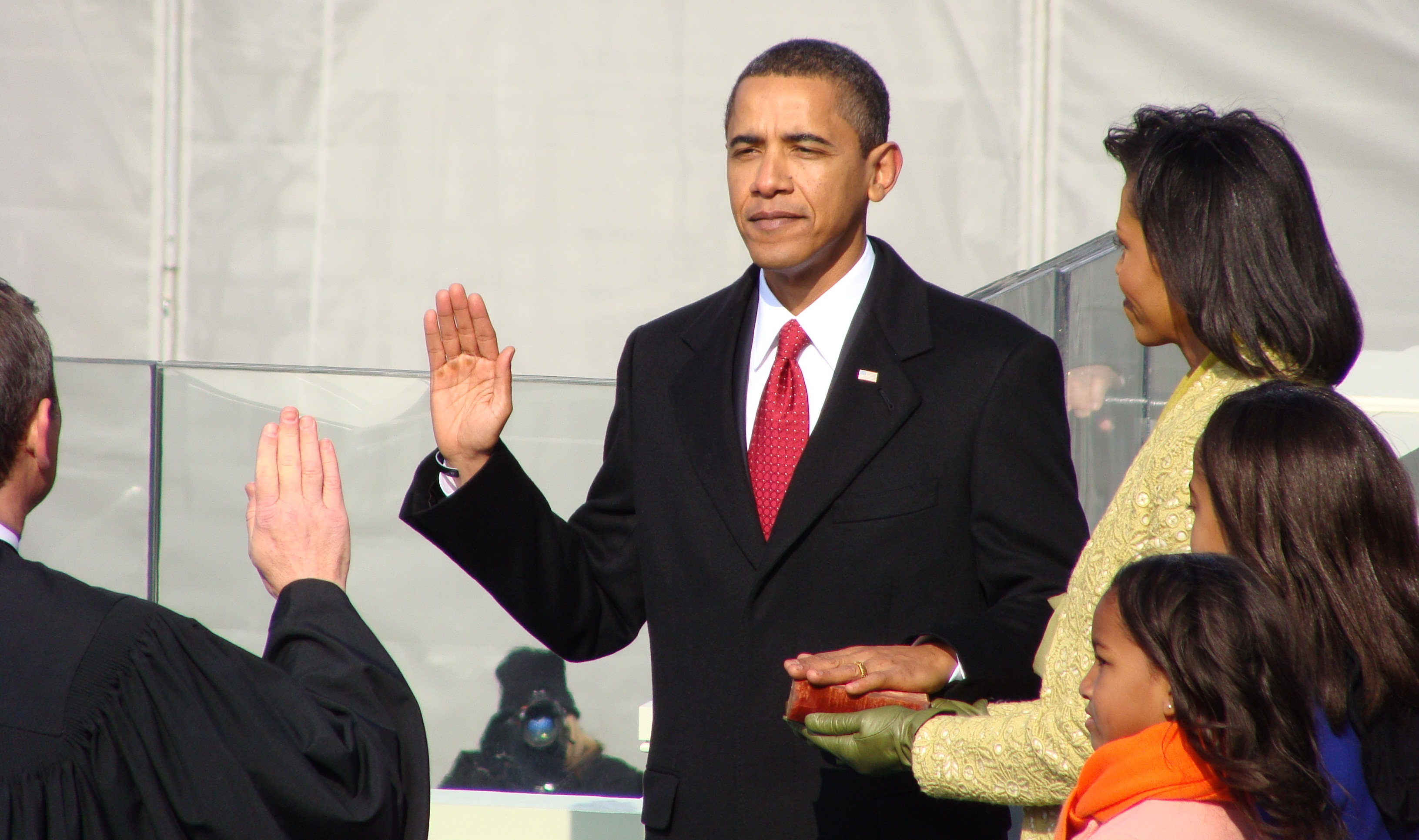
Barack Obama giura sulla Bibbia di Lincoln.

Il volume in origine non apparteneva alla famiglia Lincoln. Era infatti di proprietà di William Thomas Carroll, cancelliere della Corte Suprema, il quale regalò la propria Bibbia a Lincoln per il giuramento. Ciò si rese necessario in quanto gli effetti personali del futuro presidente, compresa la sua Bibbia, erano ancora in viaggio dalla sua città natale (Springfield in Illinois) e non sarebbero giunti in tempo per il giuramento.
La Bibbia è rimasta in possesso della famiglia Lincoln fino al 1928, quando la moglie di Robert Todd Lincoln (figlio, morto nel 1926, di Abraham) la donò alla Biblioteca del Congresso, dove è tuttora conservata.
La Bibbia di Lincoln non venne più utilizzata nel corso dei rispettivi giuramenti dai vari presidenti succedutisi alla guida degli Stati Uniti d'America, fino al 2009. Il nuovo presidente Barack Obama prestò infatti giuramento proprio sulla Bibbia di Lincoln, optando per la stessa scelta anche per il giuramento del 2013.
Anche Donald Trump, il 20 gennaio 2017, giurò sulla Bibbia di Lincoln (oltreché su una Bibbia di proprietà dello stesso Trump). Lo stesso Donald Trump ha nuovamente giurato sia sulla Bibbia di Lincoln sia su quella di sua proprietà, il 20 gennaio 2025 in occasione del giuramento per il suo secondo mandato.

## Il volume

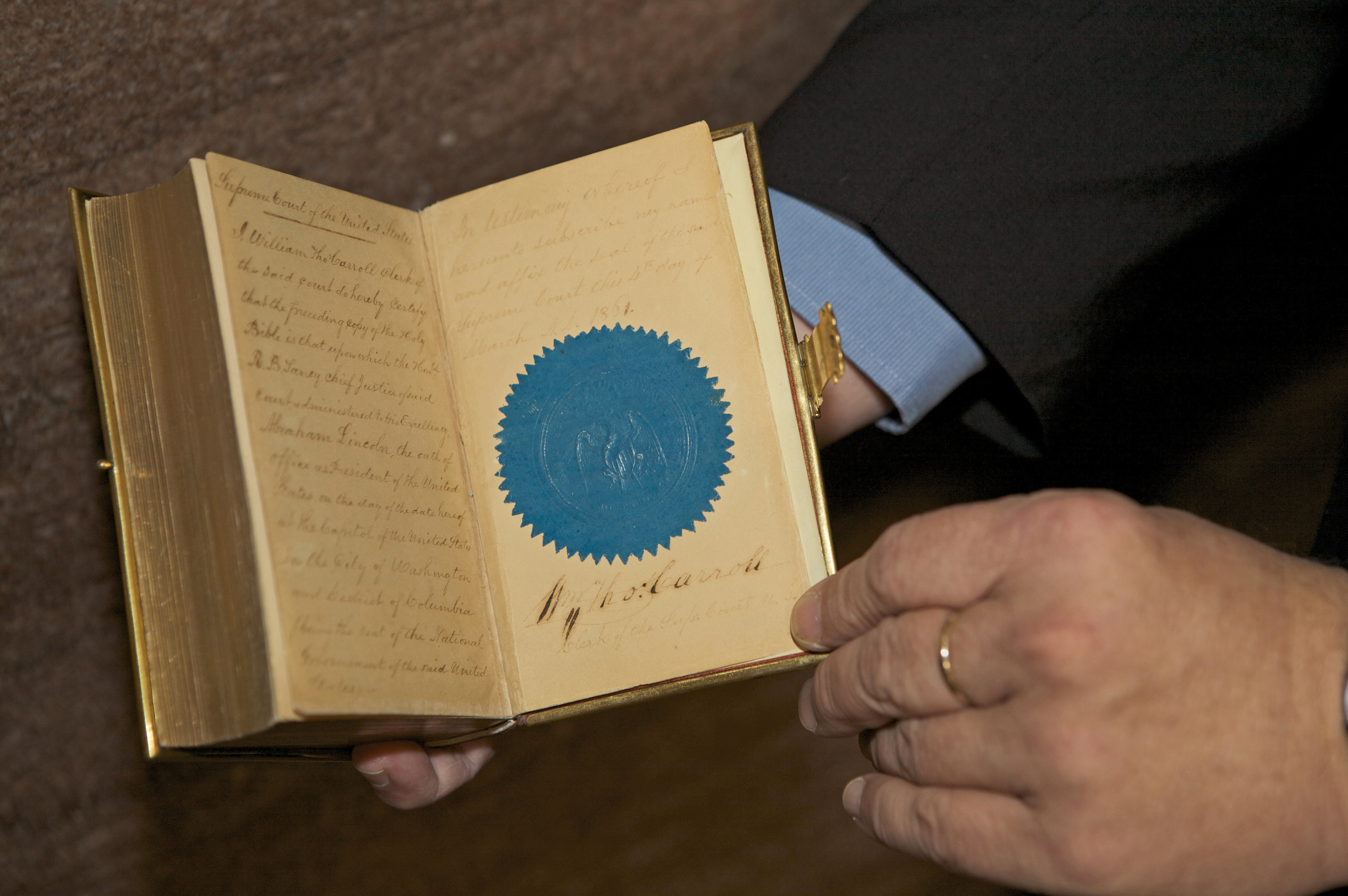
I risguardi posteriori con l'annotazione di William Thomas Carroll.

Il titolo originale di questa edizione della Bibbia, stampata dalla Oxford University Press nel 1853, è: "The Holy Bible, Containing the Old and New Testaments". Il volume è composto da 1.280 pagine ed è rilegato in velluto di colore bordeaux. Misura 15 cm di lunghezza, 10 cm di larghezza e 4,5 cm di spessore.
La Bibbia di Lincoln è ancora conservata in buone condizioni, anche se nel corso degli anni il velluto si è leggermente sgualcito e macchiato. Nei risguardi posteriori è presente il sigillo della Corte suprema degli Stati Uniti d'America ed una annotazione di William Thomas Carroll che recita:
(William Thomas Carroll)